# 铅矾
铅矾（英語：Anglesite），又稱硫酸鉛礦，是一种硫酸盐矿物，化学式为PbSO4。它是原生硫化铅矿石方铅矿的氧化产物。铅矾以棱柱状斜方晶体和土状的形式出现，与重晶石和天青石同构。它含有按质量比74%的铅，因此具有6.3的高比重。铅矾带有淡黄色条纹。如果不纯可能是深灰色。
1783 年，威廉·威灵在安格尔西岛的帕里斯铜矿中首次发现它是一种矿物物种；1832年F. S. Beudant以这个地方命名了铅矾。安格尔西岛的晶体以前大量存在于暗淡的褐铁矿基质上，尺寸小且形状简单，通常以棱柱的四个面和圆顶的四个面为界；由于褐铁矿的污渍导致它们呈棕黄色。来自其他一些地方的晶体，特别是来自撒丁岛的Monteponi，是透明无色且具有灿烂的金刚光泽。晶体呈现出的各种组合和习性非常广泛，V. von Lang在他的物种专刊中描述了近200种不同的形式；如果不测量角度，晶体通常难以破译。平行于棱柱(110)和基面(001)的面有明显的解理，但这些解理不如同晶矿物重晶石和天青石那么发达。
铅矾是一种次生矿物，由受风化过程影响的矿脉上部的方铅矿氧化形成。在大多数地方，它在含铅矿脉中被发现为孤立的晶体，但在澳大利亚和墨西哥的某些地方，它以大块的形式出现，并作为铅矿石被开采。
铅矾有时被用作宝石。

## 圖集

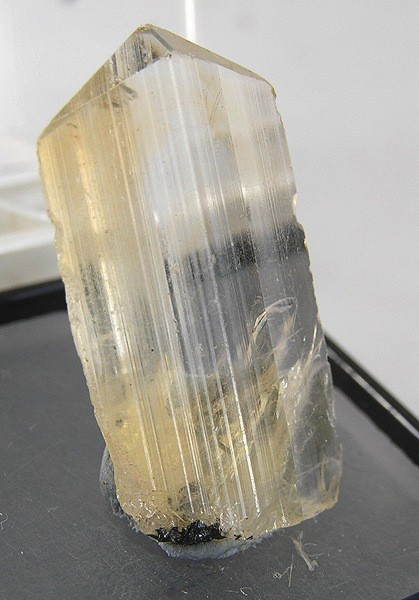
来自摩洛哥Touissit区的铅矾晶体（尺寸：2.8×1.6×0.5 cm）
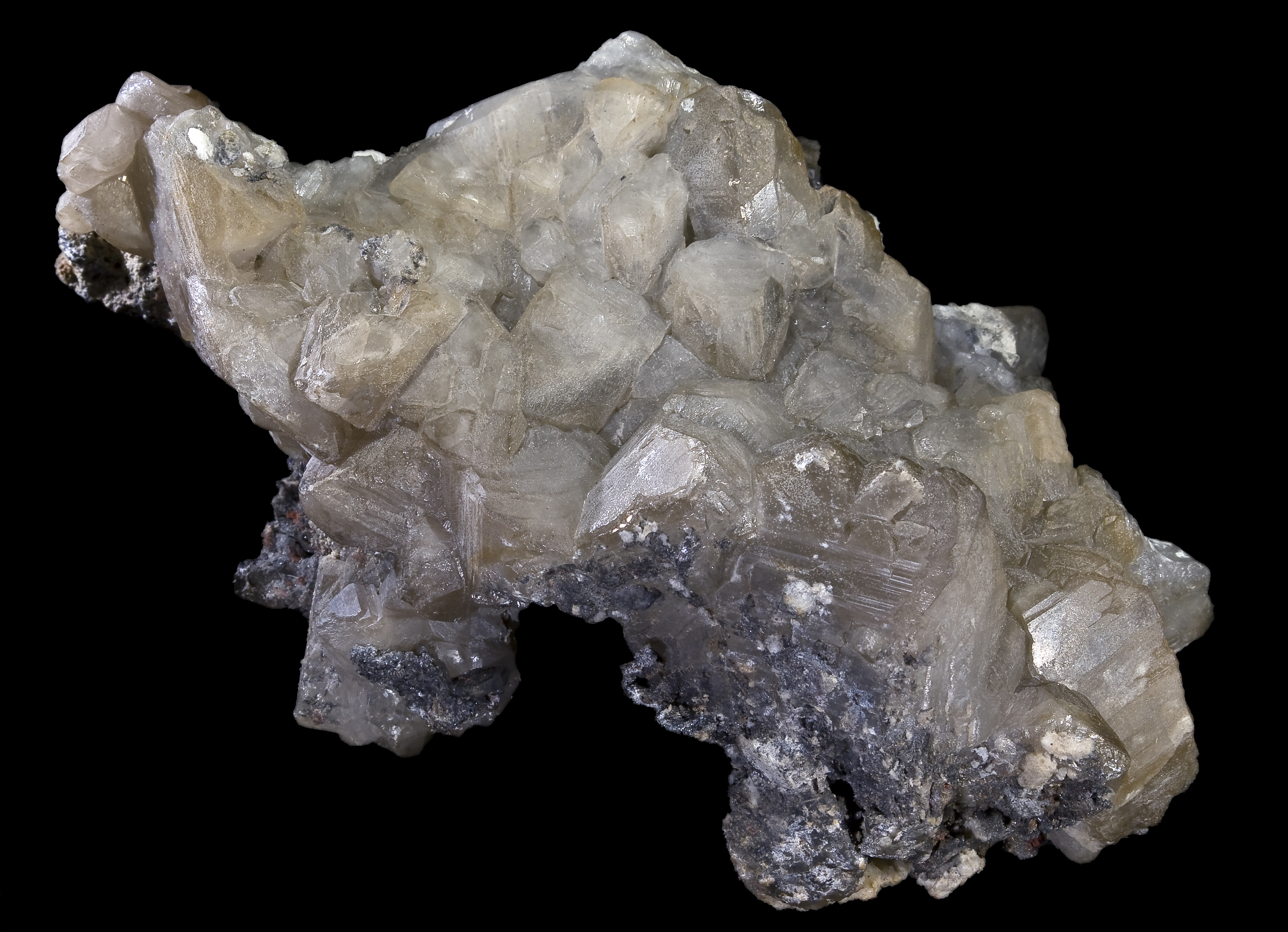
来自卡博尼亚-伊格莱西亚斯省伊格莱西亚斯蒙特波尼矿的铅矾（尺寸：15.3x7cm）
说明其斜方晶型的铅矾图片

## 延伸閱讀
- Palache, P.; Berman H.; Frondel, C. (1960). "Dana's System of Mineralogy, Volume II: Halides, Nitrates, Borates, Carbonates, Sulfates, Phosphates, Arsenates, Tungstates, Molybdates, Etc. (Seventh Edition)" John Wiley and Sons, Inc., New York, pp. 420–424.